# منتخب المغرب لكأس فيد
منتخب المغرب لكأس فيد هو ممثل المغرب الرسمي في كرة المضرب في كأس فيد.